# Dendronephthya hyalina
Dendronephthya hyalina is een zachte koraalsoort uit de familie Nephtheidae. De koraalsoort komt uit het geslacht Dendronephthya. Dendronephthya hyalina werd in 1905 voor het eerst wetenschappelijk beschreven door Kükenthal. 